# Junge Landsmannschaft Ostdeutschland
Die Junge Landsmannschaft Ostdeutschland (JLO) ist eine rechtsextreme Organisation.

## Geschichte
Der Vertriebenenverband Landsmannschaft Ostpreußen gründete 1991 in Würzburg die Junge Landsmannschaft Ostpreußen als offizielle Jugendorganisation der Landsmannschaft. Sie wurde am 31. Juli 1992 beim Amtsgericht Charlottenburg als eingetragener Verein (VR 12582) registriert.
Auf der Mitgliederversammlung im Herbst 1999 in Bad Pyrmont wurde überraschend der bisherige Vorsitzende des Landesverbandes Baden-Württemberg, Christian Schaar, zum Vorsitzenden gewählt. Daraufhin trennte sich im Jahr 2000 die Landsmannschaft Ostpreußen von der JLO als ihrer offiziellen Jugendorganisation, der Nähe zum Rechtsextremismus vorgeworfen wurde, und gründete als ihre neue Jugendorganisation den Bund Junges Ostpreußen. Offizielle Begründung war die Wahl der Vorsitzenden der Landesverbände Bayern und Sachsen-Niederschlesien in den neuen Vorstand, denen antiamerikanische Einstellung (Landesverband Bayern) bzw. Kontakte zur NPD vorgeworfen wurden.
Im November 2006 erfolgte auf Druck der Landsmannschaft Ostpreußen die Umbenennung in Junge Landsmannschaft Ostdeutschland.

## Selbstverständnis
Die JLO bezeichnet sich als „Nachwuchsorganisation der Vertriebenen“, die als „Sachwalter ost- und gesamtdeutscher Interessen kulturelles Erbe“ bewahre.
Sie versteht sich selbst als „eine Gemeinschaft junger Menschen, die sich mit Ostpreußen durch familiäre Abstammung, nationales Zusammengehörigkeitsgefühl oder das Bekenntnis zu dem geistigen und sittlichen Erbe Ostpreußens verbunden fühlen“. Sie fordert „umfassende Volksgruppenrechte für Deutsche in ihren angestammten Siedlungsgebieten“ und setzt sich für „die Besinnung auf die positiven geistigen und sittlichen Traditionen Preußens“ ein. Ihr Motto (laut Homepage) ist: „Wir wollen nach Ostland fahren!“

## Organisation, Finanzierung
Die JLO gliedert sich in einen Bundesverband und acht Landesverbände. In den Jahren 1991 und 1992 wurde die JLO mit Bundesmitteln in Höhe von 11.400 DM (1991) und 21.739 DM (1992) gefördert.

## Aktivitäten
- Vortragsabende
- Demonstrationen
- Fahrten nach Polen (in Gebiete des ehemaligen Ostpreußen)
- Kriegsgräberbetreuung
- Gedenkveranstaltungen

## Rechtsextremismus
Offiziell ist die JLO parteiunabhängig. Kritiker bezeichnen sie als Vorfeldorganisation der NPD. So war der Bundesvorsitzende der NPD-Jugendorganisation Junge Nationaldemokraten Stefan Rochow zuvor stellvertretender Bundesvorsitzender der JLO gewesen. Auf der Internetseite der JLO gibt es Hinweise auf ein Treffen zur Ehrung der Freiwilligen am 11. Februar 2007 in Budapest, an dem hochrangige NPD-Funktionäre wie Udo Voigt teilnahmen. Auch der ehemalige brandenburgische AfD-Chef Andreas Kalbitz war Mitglied der JLO und schrieb für deren Zeitung „Fritz“.
Der von der JLO jährlich ausgerichtete „Trauermarsch“ zur Bombardierung von Dresden im Zweiten Weltkrieg, welcher jedes Jahr durch den JLO-Kader Alexander Kleber angemeldet wurde, entwickelte sich zu einem zentralen Ereignis der europäischen Rechtsextremismus-Szene.

## Prominente Mitglieder
- Björn Clemens
- Jürgen Gansel
- Andreas Kalbitz
- Sebastian Richter
- Arne Schimmer